# Raddon de Saint-Bresson
Pour les articles homonymes, voir Raddon (homonymie) et Saint-Bresson.
Le Raddon est un cours d'eau de la Haute-Saône, en région Bourgogne-Franche-Comté, sous-affluent du Rhône par le Breuchin, la Lanterne et la Saône.
Un autre ruisseau portant le nom de Raddon coule, à environ 15 km à l'est à vol d'oiseau, dans la vallée de Fresse.

## Géographie
Le Raddon naît à Saint-Bresson, près du Mont-du-Tronc (au lieu-dit : la Feigne Luret) à 665 mètres d'altitude.
Sur ses premiers kilomètres, il dévale rapidement les pentes du massif de la Grande Forêt, puis atteint le fond de vallée à Rovillers (alt. 450 mètres), où il coule en terrain plus plat. Il traverse ensuite le centre du village de Saint-Bresson, rejoint le hameau des Maires d'Avaux et entre sur le territoire de Raddon-et-Chapendu. Il traverse Raddon pour rejoindre le Breuchin, à Breuchotte (alt. 330 mètres).
Sa longueur totale est de 10,2 km. Son bassin versant est d'environ 30 km2.

## Affluents
Le Raddon draine de nombreuses sources et ruisseaux. On peut citer parmi les plus importants (à Saint-Bresson) :
- le Ruisseau du Mont du Tronc,
- la Goutte aux Mougeux,
- le Ruisseau de l'Etang des Pées,
- le Ruisseau des Champs Truaux (+ le ruisseau de la Corre),
- le Ruisseau des Prés Benons (ruisseau de la Fontaine Bruand).

## Hydrologie
Le Raddon ne dispose pas de station hydrométrique permanente.
Le débit spécifique (Qsp) du Breuchin atteint 35,8 litres par seconde et par kilomètre carré de bassin (à La Proiselière-et-Langle, soit 3.5 km en amont de la confluence des deux cours d'eau).
Son débit moyen annuel (ou module), au niveau de sa confluence avec le Breuchin, s'établirait aux alentours de 1,1 m3/s.